# Station Elshout
Elshout (Elh) is een stopplaats aan de voormalige Langstraatspoorlijn tussen Lage Zwaluwe en 's-Hertogenbosch. Het station lag bij Elshout.
Elshout was een stopplaats van 1 juni 1888 tot 16 december 1918. Daarna kon slechts op uitdrukkelijk verzoek nog op dit station worden uitgestapt.